# 목조 건축물 목록
이 글은 목조 건축물 목록이다.
목조 마천루는 건물의 탄소 배출량을 60-75% 줄이는 것뿐만 아니라  철근 콘크리트 구조물의 무게의 4분의 1정도인 것으로 추산된다. 건물은 목재 구조물에 이보다 강성과 강도를 주는 크로스 라미네이팅 목재 (CLT)를 사용하여 설계되었다. CLT 패널은 사전 제작되어 있으므로 건물 시간을 단축할 수 있다.
여러 목조 마천루 설계가 설계되고 건설되었으며, 현재 지어지고 있는 가장 높은 건물은 2016년 11월에 끝나는 호호 빈이다.

## 목록
| 마천루                    | 높이 | 층수 | 위치         | 완공일 |
| ------------------------- | ---- | ---- | ------------ | ------ |
| 리가 성 베드로 교회       | 130  | ??   | 리가         | 1491년 |
| 글리 비체 라디오 타워     | 118  | ??   | 글리비체     | 1935년 |
| 진실의 성소               | 105  | 1    | 파타야       | 1981년 |
| 스이투 빌딩               | 99.9 | 24   | 두샨         | 2019년 |
| 므요 스타 넷              | 85.4 | 18   | 브루문달     | 2019년 |
| 상파 페리 교회            | 75   | 2    | 사프나       | 2013년 |
| 용딩 탑                   | 69.7 | 8    | 베이징       | 2012년 |
| 포공 사원 탑              | 65.8 | 5    | 잉시안       | 1056년 |
| 승천 대성당               | 56   | ??   | 알마티       | 1907년 |
| 브록 커먼즈               | 53   | 18   | 밴쿠버       | 2017년 |
| 트릿                      | 52.8 | 14   | 베르겐       | 2015년 |
| 성 베드로 바울 성당       | 44   | 2    | 파라마리보   | 1885년 |
| 성 조지 성당              | 43.5 |      | 조지 타운    | 1892년 |
| 애드베네저스              | 32   | 10   | 멜버른       | 2012년 |
| 머레이 그로브             | ??   | 9    | 런던         | 2009년 |
| 프로스벡터                | 30   | 6    | 보르도       | 2018년 |
| 인터내셔널 하우스 시드니  | 29.7 | 7    | 시드니       | 2017년 |
| 다라무 하우스             | 29.7 | 7    | 시드니       | 2019년 |
| WIDC                      | 29.5 | 8    | 프린스 조지  | 2014년 |
| 푸쿠 옥카                 | ??   | 8    | 위베스칼레   | 2015년 |
| 스트랜드 파켄             | ??   | 8    | 순비버그시   | 2014년 |
| 용닝 파빌리온 (나무 부분) | 27   | 3    | 베이징       | 2019년 |
| 카본 12                   | 26   | 8    | 포틀랜드     | ??     |
| T3                        | ??   | 7    | 미니애폴리스 | 2016년 |
| 커튼 플레이스             | ??   | 6    | 런던         | 2015년 |
| FCBA                      | ??   | 6    | 샹쉬르마른   | ??     |

## 같이 보기
- 교회 건축물 목록
- 모스크 목록